# Славкино (Ульяновская область)
Славкино — село в Николаевском районе Ульяновской области России. Административный центр Славкинского сельского поселения.

## География
Село находится в юго-западной части Ульяновской области, в лесостепной зоне, в пределах Приволжской возвышенности, на берегах реки Каслей-Кадада, на расстоянии примерно 17 километров (по прямой) к юго-западу от Николаевки, административного центра района. Абсолютная высота — 266 метров над уровнем моря.
Климат
Климат характеризуется как умеренно континентальный, с тёплым летом и умеренно холодной зимой. Среднегодовая температура воздуха — 10 °С. Средняя температура воздуха самого тёплого месяца (июля) — 19,2 °C (абсолютный максимум — 41 °C); самого холодного (января) — −13,3 °C (абсолютный минимум — −48 °C). Продолжительность безморозного периода составляет в среднем 202 дня. Среднегодовое количество атмосферных осадков составляет 455—530 мм, из которых большая часть выпадает в период с апреля по сентябрь. Снежный покров образуется в конце ноября и держится в течение 128 дней.
Часовой пояс
Село Славкино, как и вся Ульяновская область, находится в часовой зоне МСК+1. Смещение применяемого времени относительно UTC составляет +4:00.

## История
Село Славкино было основано в конце XVIII века. Точной даты основания села нет. Известно, что первыми жителями села Славкино были переселенцы — мордва из Пензенской губернии. Затем к ним присоединились беглые крестьяне из Саратовской губернии Хвалынского уезда и Сызранского уезда.
Первой сохранившейся духовной росписи за 1789 г. видно, что при Барановской церкви было три священника: дьякон, три дьячка и три пономаря. В приходе состояли: село Барановка и деревни Собакино, Баевка, Славкино. В Славкино было 56 дворов, 250 душ мужского пола и 154 души женского пола.
В 1831 году в исповедальных росписях значилось 40 дворов, число душ неизвестно.
Во второй половине 19 века несколько семей деревни ушли на новые поля, в Томскую губернию, и поэтому число жителей сразу уменьшается. Так в 1860 году в деревне Славкино насчитывается всего 37 дворов. Это был последний случай большого переселения. В 1860-1865 годах произошёл приход населения в количестве 14 русских семей.

## Население
| 2010 |
| ---- |
| 1325 |

Национальный состав
Согласно результатам переписи 2002 года, в национальной структуре населения русские составляли 65 % из 1674 чел.